# Lecanora umbrosa
Lecanora umbrosa är en lavart som beskrevs av Degel. Lecanora umbrosa ingår i släktet Lecanora och familjen Lecanoraceae.  Arten är reproducerande i Sverige. Inga underarter finns listade i Catalogue of Life.